# Roger Clair
 (décembre 2024).
Roger Clair, né le 7 mars 1900 à Parent (Puy-de-Dôme) et mort le 8 mai 1967 à Paris, est un militant communiste puis trotskiste français.
Engagé au sein du Parti communiste français, il en est exclu en 1935 pour avoir contesté le soutien de Staline à la politique militaire française. Il rejoint alors rapidement le groupe trotskiste constitué autour de Pierre Naville et Jean Rous, et participe à la création du Parti ouvrier internationaliste. C'est pendant cette période qu'il fait la rencontre de celle qui devient sa compagne, Suzanne Charpy.
Il en est exclu en 1937 du fait de la découverte par le biais de poursuites judiciaires à son encontre, de son activité de fabrication de faux papiers. Finalement acquitté en 1939, il reprend son activité militante, toujours auprès de Pierre Naville qui a rejoint le PSOP de Marceau Pivert.
Aux débuts de l'Occupation, il participe aux activités du Mouvement national révolutionnaire, dont la durée de vie est brève.
Après 1941, il ne semble plus avoir eu d'activité publique notable.